# Здоровый, Анатолий Кузьмович
Анатолий Кузьмович Здоровый (укр. Анатолій Кузьмович Здоровий; род. 1 января 1938, Цаповка, Винницкая область) — украинский государственный, общественный и политический деятель, участник национально-освободительного движения, диссидент, научный работник, кандидат технических наук (1971).

## Биография
Родился 1 января 1938 года в селе Цапивка Томашпольского района Винницкой области, украинец, казацкого рода. Высшее образование. Закончил курс физико-математического факультета Харьковского Госуниверситета (1960), курс Академии Государственного Управления (1994), курс истории, государства и права.
Работал научным сотрудником, организатором внедрения научных разработок и изобретений в промышленность, в отраслях космических исследований, энергетики, строительства, новых технологий, энергосбережонный и экологии.
С 1988 года избран заместителем Председателя Совета трудового коллектива НПО «Энергосталь», в 1990 году — депутатом и членом Президиума Областного Совета народных депутатов. В 1992—1994 годах работал первым заместителем главы Харьковской Областной Государственной Администрации по вопросам общегосударственной и региональной политики и гуманитарных вопросов в правлении Доброй Памяти А. С. Масельского в нелёгкие времена становления и развития Украинского Государства; 1994—1995 годы — управляющий государственным региональным финансовым учреждением; 1999—2000 года. — советник с экономических вопросов; с 2000 года — Исполнительный директор Института Политических Наук (г. Харьков).
С 1995 года на пенсии. Продолжает активную политическую и общественную деятельность в объединениях национально-патриотической ориентации. За инакомыслие, защиту прав человека и украинского народа в СССР притерпел многолетние преследования, репрессии, несколько арестов и 7 лет политических концлагерей, из них 3 года каторжной тюрьмы во Владимирском централе. Реабилитированный 1991 года. Был одним из зачинателей демократических процессов на Харьковщине и в Украине («Спадщина», «Выборы-89», «Движение за Перестройку», «Просвита», ДемПУ -УРП, казачество), которые привели к демократическим изменения в СССР, создании Независимых Государств, к установлению демократических процессов в Украине. Один из организаторов и заместитель по организационным вопросам Председателя Харьковского Краевого Народного «РУХа» Украины за Перестройку.
Правозащитная деятельность А. К. Здорового была отмечена Академиком Сахаровым А. Д. в его Нобелевской речи, где А.Сахаров назвал А.К Здорового в числе тех борцов за права человека, кто «разделяет со мной честь Нобелевской Премии мира… За каждым названным и не названным именем — трудная и героическая человеческая судьба, годы страданий, годы борьбы за человеческое достоинство, за Права Человека» (журнал «Октябрь», № 1, 1990 год, с. 14) Возглавляет Харьковское Общество Политзаключённых и репрессированных.
Офицер запаса в отставке. Автор 9 изобретений, 70 научно-технических разработок, научных статей, многих публикаций в прессе. Кандидат технических наук. Профессиональный политик государственнической ориентации, для которого интересы Украины и украинского народа, гражданина-патриота превыше всего! Последовательный сторонник широких дружественных связей с Соседними Государствами-республиками. Член Украинской Республиканской Партии. Имеет квалификацию Государственный служащий IV ранга. С 2006 года — председатель Комиссии по вопросам защиты прав жертв Голодоморов и политических репрессий, ветеранов труда, войны и национально-освободительных движений Общественного Совета при Харьковской областной администрации. Член Оргкомитета по отмечанию памяти жертв Голодоморов и политических репрессий на территории Харьковской области.
Награждён в 1950-е годы медалями «За освоение целинных земель» и «За отвагу»; 2008 года — орденом «За заслуги» ІІІ-й степени, 2014 года — орденом «Ярослава Мудрого», а также орденом «Хрест Звитяги» и двумя персональными Благодарностями Президента Украины. Ведёт активную общественную деятельность по формированию патриотического гражданского общества и военно-патриотического воспитания молодёжи.